# Gusztáv autója
A Gusztáv autója a Gusztáv című rajzfilmsorozat negyedik évadának tizennyolcadik epizódja.

## Rövid tartalom
Hősünk megveszi rég óhajtott kocsiját, de annyira óvja mindentől, hogy végül teljesen alárendeli magát az autó létezésének.

## Alkotók
- Rendezte: Jankovics Marcell, Jenkovszky Iván
- Írta: Jankovics Marcell, Nepp József, Várnai György
- Dramaturg: Lehel Judit
- Zenéjét szerezte: Deák Tamás
- Operatőr: Cselle László
- Kamera: Klausz András
- Hangmérnök: Bársony Péter
- Vágó: Czipauer János
- Tervezte: Jenkovszky Iván
- Képterv: Kovács István
- Háttér: Szoboszlay Péter
- Rajzolták: Kiss Ili, Németh Mária
- Színes technika: Kun Irén
- Gyártásvezető: Marsovszky Emőke
- Produkció vezető: Imre István

A Magyar Televízió megbízásából a Pannónia Filmstúdió készítette.